# Битва при Саблаті
Битва при Саблаті  — відбулася 10 червня 1619 року в Чехії у період Тридцятирічної війни. Битва між католицькою армією Карла Бонавентури Букуа і протестантськими загонами Ернста фон Мансфельда. Вона завершилася перемогою католиків, протестанти зазнали великими втратами. Армія генерала залишила на полі бою, щонайменше 1500 вояків, а також позбулася свого обозу. 
Внаслідок несприятливого для протестантів результату битви при Саблаті генерал Гогенлоє був змушений припинити облогу Ческе Будейовіце. 
В цей же період до Відня підступала армія графа Турна, однак вона зустріла завзятий опір. Можливо, граф Турн продовжив би свій наступ на столицю Австрії, проте був змушений відійти, так як було потрібно поспішати на допомогу графу Мансфельду.
Серед бюрґерів Праги почалися заворушення, у будь-який момент міг спалахнути заколот, а тому директорія наказала Мансфельду і Турну відступити до Праги для оборони міста.